# 埃施邁爾魚類目錄
埃施邁爾魚類目錄，原名是「魚類目錄」（Catalog of Fishes），是一個全面的線上資料庫與參考著作，收錄了魚類物種與屬名的學名資料。該目錄涵蓋全球範圍，由加利福尼亞州科學院（California Academy of Sciences）主辦。資料最初由該院魚類館的名譽館長威廉·尼爾·埃施邁爾（William N. Eschmeyer）彙編並持續更新，直到2018年埃施邁爾退休，由其同事團隊接手管理。
《魚類目錄》所採用的分類系統被視為權威，常被作為基準參考，例如全球性魚類資料庫FishBase就引用該目錄作為所有有效分類單元的交叉參照依據。 截至2015年，可供查詢的目錄中共收錄約58,300個魚類學名，其中約33,400個為目前被接受（即有效）的物種名稱，以及約10,600個屬名（其中5,100個有效）。 每個物種名稱的資料通常包括原始描述的文獻來源、模式標本的資訊、該名稱在分類學文獻中的使用紀錄、目前的命名狀態與有效學名，以及其所屬科別。
1998年曾出版印刷版的《魚類目錄》，共三冊、約3,000頁，並附有光碟版本。在此之前，1990年曾出版《現生魚類屬目錄》（Catalog of the Genera of Recent Fishes）。
此資料庫於2019年正式更名為《埃施邁爾魚類目錄》（Eschmeyer's Catalog of Fishes），目前由羅納德·弗里克、理查·范德蘭（Richard van der Laan）共同編輯。該資料庫現已提供線上查詢，並每月更新。